# 沃克森林
沃克森林（英語：Wark Forest）位于英格兰诺森伯兰郡基尔德森林的南部，为诺森伯兰国家公园的西南角。